# Aigrefeuille
Aigrefeuille é uma comuna francesa na região administrativa de Occitânia, no departamento de Alta Garona. Estende-se por uma área de 4,62 km². Em 2010 a comuna tinha 1 303 habitantes (densidade: 282 hab./km²).